# Liste des cavités naturelles les plus longues du Pas-de-Calais

Département du Pas-de-Calais.

La liste des cavités naturelles les plus longues du Pas-de-Calais recense sous la forme d'un tableau, les cavités souterraines naturelles connues, dont le développement est supérieur ou égal à cinq mètres.
La communauté spéléologique considère qu'une cavité souterraine naturelle n'existe vraiment qu'à partir du moment où elle est « inventée » c'est-à-dire découverte (ou redécouverte), inventoriée, topographiée et publiée. Bien sûr, la réalité physique d'une cavité naturelle est la plupart du temps bien antérieure à sa découverte par l'homme ; cependant tant qu'elle n'est pas explorée, mesurée et révélée, la cavité naturelle n'appartient pas au domaine de la connaissance partagée.
La liste spéléométrique des plus longues cavités naturelles du Pas-de-Calais (≥ 5 m) est  actualisée fin 2018.
La plus longue cavité répertoriée dans le département du Pas-de-Calais est la grotte du Blanc-Nez à Sangatte (cf. ligne 1 du tableau ci-dessous).

## Pas-de-Calais (France)

### Cavités de développement supérieur ou égal à5m
1 cavité est recensée au 31-12-2018.
| Réf. | Cavités (autres noms)     | Communes | Massifs ou zones géographiques | Coordonnées (WGS 84) | Développement (en mètres) | Dénivelée (en mètres) | Sources ou références     | Mises à jour |
| ---- | ------------------------- | -------- | ------------------------------ | -------------------- | ------------------------- | --------------------- | ------------------------- | ------------ |
| 1    | Cavité-porte du Blanc-Nez | Sangatte |                                |                      | +00 0007, m               | +0000, m              | Spéléométrie de la France | 2000-00      |